# Alchemilla mollis
Alchemilla mollis é uma espécie de rosácea do gênero Alchemilla, pertencente à família Rosaceae.